# Vestre Aker
Vestre Aker är en administrativ stadsdel (bydel) i Oslo kommun, Norge med 50 157 invånare (2020) på en yta av 16,6 km².